# Lygodactylus ocellatus
Lygodactylus ocellatus (плямистий карликовий гекон) — вид геконоподібних ящірок родини геконових (Gekkonidae). Мешкає в Південно-Африканській Республіці та в Есватіні.

## Поширення і екологія
Плямисті карликові гекони широко поширені на північному сході ПАР, переважно в провінціях Гаутенг і Мпумаланга, частково на півдні Лімпопо та на півночі Квазулу-Наталя, а також на заході Есватіні. Вони живуть в саванах та на сухих луках, в тріщинах серед скель і валунів.